# Abia
5°25′N 7°30′Ø / 5.417°N 7.500°Ø
Abia er en delstat beliggende i Nigerdeltaet i det sydøstlige Nigeria, i nord for Port Harcourt. Delstaten blev oprettet i 1991 og var tidligere en del af Imo. Delstaten har omkring 2,8 millioner indbyggere, de flesta af igbofolket; Delstatens hovedby er Umuahia med omkring 200.000 indbyggere
I delstaten arbejdes med  landbrug med avl af taro, majs, ris og kassava til lokal brug. Man producerer også palmeolie til  eksport. Af industri i delstaten findes levnedsmiddel- og tekstilindustri samt kemisk industri.

## Eksterne kilder og henvisninger
1. ↑  National Bureau of Statistics, Nigeria, provisorisk resultat fra folketællingen 21. marts 2006.

- Abia – delstat i Nigeria Store norske leksikon hentet 2. november 2010
- Abia State University Arkiveret 26. oktober 2020 hos  Wayback Machine